# Ducula rosacea
Pombo-imperial-róseo ou pombo-imperial-de-cabeça-rosada (Ducula rosacea) é uma espécie de ave da família Columbidae.
Pode ser encontrada nos seguintes países: Indonésia e Timor-Leste.
Os seus habitats naturais são: florestas subtropicais ou tropicais húmidas de baixa altitude, florestas de mangal tropicais ou subtropicais e matagal húmido tropical ou subtropical.
Está ameaçada por perda de habitat.